# Express de Ra'anana
L'Express de Ra'anana était une équipe de la Ligue israélienne de baseball en 2007. 
Représentant la ville de Ra'anana, qui ne possédait pas de stade de baseball, l'Express joue ses matchs locaux au Yarkon Sports Complex, un terrain à Petah Tikva partagé avec les Pioneers de Petah Tikva.

## Histoire
L'Express est l'un des 6 clubs qui composent la Ligue israélienne de baseball, qui ne joue qu'une seule saison, en 2007. 
Shaun Smith, un Australien ayant joué dans la Ligue australienne de baseball, est le gérant de l'Express à sa seule saison.
En 2007, l'Express de Ra'anana cinquièmes sur les six équipes de la ligue avec une saison régulière de 17 victoires et 24 défaites. Ils perdent dès le premier tour des séries éliminatoires, blanchis 3-0 par les Tigers de Netanya.
Esequier Pie, un lanceur de l'Express, est la vedette individuelle de la saison après avoir réussi deux matchs sans coup sûr.